# Paramevania inconspicua
Paramevania inconspicua är en fjärilsart som beskrevs av Max Wilhelm Karl Draudt 1915. Paramevania inconspicua ingår i släktet Paramevania och familjen björnspinnare. Inga underarter finns listade i Catalogue of Life.